# Viktor Claesson
Viktor Johan Anton Claesson (Värnamo, 1992. január 2. –) svéd válogatott labdarúgó, a København játékosa.

## Pályafutása

### Klubcsapatban
Pályafutását szülővárosa csapatában az IFK Värnamoban kezdte, ahol 2008 és 2011 között játszott. 2012-ben az Elfsborg igazolta le, mellyel a szezon végén svéd bajnoki címet szerzett. 2017. január 25-én az orosz FK Krasznodar szerződtette. Rögtön a bemutatkozó mérkőzésén megszerezte az első gólját, amit a török Fenerbahçe ellen játszottak az Európa-ligában. A 2019–20-as szezont súlyos térdsérülés miatt kihagyta. 2022. március 3-án az orosz invázió Ukrajna ellent követően felfüggesztette a csapattal való edzést és pályára lépést. Néhány nappal később felbontotta a klubbal való szerződését. Március 30-án aláírt a dán København csapatához a szezon végéig. Április 3-án góllal mutatkozott be az Aalborg csapata ellen. Június 16-án 2026-ig szóló szerződést írt alá.

### A válogatottban
2011 és 2015 között 20 alkalommal lépett pályára a svéd U21-es válogatottban és 1 gólt szerzett. A felnőtt csapatban 2012-ben mutatkozhatott be. Nevezték a 2018-as világbajnokságon részt vevő válogatott 23-as keretébe. 2019. június 10-én súlyos térdsérülést szenvedett Spanyolország ellen, amikor összeütközött Jordi Albával. A 2021-ben megrendezett 2020-as labdarúgó-Európa-bajnokságon is részt vett és Lengyelország ellen gólt is szerzett.

## Sikerei, díjai

### Klub
- Elfsborg
  - Svéd bajnok: 2012
  - Svéd kupa: 2013–2014

- København
  - Dán bajnok: 2021–22

### Válogatott
- Svédország
  - Király-kupa: 2013

### Egyéni
- Az Év svéd középpályása: 2018
- Stora Grabbars: 2018
- Az orosz bajnokság legjobb balszélsője: 2018–19

## Külső hivatkozások
- Viktor Claesson adatlapja a National-Football-Teams.com oldalon (angolul)

- Viktor Claesson (angol nyelven). FootballDatabase.eu
- Viktor Claesson (francia nyelven). scoresway.com. [2018. május 21-i dátummal az eredetiből archiválva]. (Hozzáférés: 2018. május 20.)
- Viktor Claesson (angol nyelven). soccerway.com